# Donovan-Inseln
Die Donovan-Inseln (englisch Donovan Islands) sind eine Kette acht kleiner Inseln vor der Budd-Küste des ostantarktischen Wilkeslands. Sie liegen rund 8 km nordwestlich der Clark-Halbinsel im östlichen Teil der Vincennes Bay.
Luftaufnahmen der US-amerikanischen Operation Highjump (1946–1947) dienten einer ersten Kartierung. Weitere Luftaufnahmen entstanden im Januar 1956 im Rahmen der Australian National Antarctic Research Expeditions. Das Antarctic Names Committee of Australia benannte die Inseln am 4. September 1956 nach Jeremiah Donovan, Beamter der Australian Antarctic Division und Leiter einer Reihe von Begleitexpeditionen zur Insel Heard und zur Macquarieinsel.